# William Dougal Christie
William Dougal Christie (1816–1874) foi um diplomata, político, e homem de letras britânico.

## Vida
O filho de Dougal Christie, M.D., um oficial no serviço médico da Companhia das Índias Orientais, ele nasceu em Bombaim em 5 de janeiro de 1816. Ele se graduou em Trinity College, Cambridge, em 1838, onde ele foi um dos Apóstolos de Cambridge, e foi chamado para o exercício jurídico em 1840. Nesta época ele foi editor de um jornal, o Kentish Mercury, Gravesend Journal, and Greenwich Gazette, e empregou o chargista Thomas Cooper para editá-lo. Ele foi também introduzido para Thomas Carlyle, talvez por Albany Fonblanque, e assistiu ele no plano para a Biblioteca de Londres.
Em 1841, Christie foi por um curto tempo secretário privado para Lord Minto no almirantado, e de abril de 1842 até novembro de 1847 representou Weymouth como Membro do Parlamento. Em 1843 ele propôs um projeto de lei para remover os testes religiosos nas velhas universidades; isso foi rapidamente derrotado.
Em maio de 1848, Christie foi apontado cônsul-geral no Território Mosquito, e de 1851 até 1854 foi secretário de legação, frequentemente atuando como chargé d'affaires, para a Confederação Suíça.
Em 1854, Christie foi feito cônsul-geral para a República Argentina, e em 1856 ministro plenipotenciário. Em 1858, ele foi despachado em uma missão especial para o Paraguai, e em 1859 se tornou enviado extraordinário e ministro plenipotenciário para o Império do Brasil. Este posto envolveu ele em constantes dificuldades com o governo brasileiro, parcialmente ascendendo de seus esforços para forçar os tratados relacionados para o comércio escravo, e parcialmente das reivindicações por compensação sob a parte dos súditos britânicos. A posição de Christie não foi ajudada por uma discussão em cartas com James Watson Webb, o embaixador americano, na embaixada russa.
A situação veio à tona em 1863 quando Christie enviou um ultimato para reparações por dois menores incidentes no fim de 1861 e início de 1862. O governo brasileiro recusou a ceder, e Christie emitiu ordens para navios de guerra britânicos capturarem navios mercantes brasileiros como indenização. Enquanto Christie tinha sido instruído para aceitar uma oferta brasileira de arbitração se isso for feito, ele foi mais tarde acusado de não informar o governo brasileiro disso até a ação militar ter sido tomada; ele tinha indicado que queria ensinar ao Brasil uma "lição". Brasil preparou a si mesmo para o iminente conflito. O governo brasileiro danificou laços diplomáticos com a Grã-Bretanha em junho e Christie se retirou do serviço sob uma pensão. A House of Commons debateu sua conduta, com alguns MPs como Seymour Vesey-FitzGerald criticando ele por tomar desproporcionada ação, para ensinar o Brasil uma "lição".
Christie retornou para um velho tópico, fazendo campanha contra a corrupção eleitoral. Ele leu um artigo sobre o assunto para a National Association for the Promotion of Social Science em fevereiro de 1864. Mais tarde no ano, F. D. Maurice elogiou isso em Macmillan's Magazine. Ele então fez duas tentativas sem sucesso para reentrar no parlamento, em Cambridge em 1865 e Greenock em 1868. Após uma séria doença, ele morreu em Marylebone em 27 de julho de 1874.

## Obras
Em 1839 ele produziu uma obra advogando o voto secreto, republicada com adições em 1872 como The Ballot, and Corruption and Expenditure at Elections. Na Nota Introdutória sobre o voto ele esboçou a inicial história parlamentar de sua própria perspectiva: George Grote tinha introduzido uma moção nisso em 1833, e para além de 1839 tinha havido um aumento de apoio, com Thomas Babington Macaulay argumentando em seu lado. Henry George Ward tomou a causa em 1842, quando Grote não mais fora um MP. James Mill e Fonblanque foram apoiadores no papel; William Empson e John Allen estavam encorajados sobre o ensaio inicial de 1839. Apenas as farpas espinhosas de Sydney Smith são mencionadas no outro lado do argumento.
Christie revisitou sua carreira diplomática em Notes on Brazilian Questions (1865). Em retiro ele concentrou na história e literatura do século XVII. Ele tinha em 1859 editado um volume de documentos originais ilustrando a vida de Anthony Ashley Cooper, 1ro Conde de Shaftesbury até 1660, e em 1871 ele publicou uma completa se partidária biografia, largamente baseada nos papéis póstumos de Shaftesbury e John Locke, e outros manuscritos. Ele escreveu uma memória de John Dryden, prefixada para sua edição publicada na série Globe (1870). Em 1874, Christie editou a correspondência de Sir Joseph Williamson, secretário de estado de Charles II, para a Camden Society.
Christie se tornou envolvido em uma controvérsia pessoal com Abraham Hayward, que tinha atacado a memória de John Stuart Mill; isso incluiu um agora misterioso incidente na sala de conversa do Athenaeum Club em maio de 1873. Christie escreveu para vingar Mill, que tinha contactado ele 1867 sobre o voto secreto; o debate foi encurtado por sua morte.

## Família
Ele se casou com Mary Grant, uma vizinha e amiga de Anthony Trollope, e a filha mais velha do Coronel (mais tarde Major-general) James Grant, CB. Eles tiveram ao menos 3 filhos e 3 filhas, incluindo a romancista Mary Elizabeth Christie (1847–1906).